# Jeremy Cota
Jeremy Cota (ur. 24 października 1988 r.) – amerykański narciarz dowolny, specjalista w jeździe po muldach. Jak dotąd nie startował na Igrzyskach Olimpijskich. Na mistrzostwach świata startował tylko raz było to w Deer Valley. Uplasował się tam tuż za podium, bo na 4. miejscu w jeździe po muldach, natomiast w muldach podwójnych zajął 9. lokatę. Najlepsze wyniki w Pucharze Świata osiągnął w sezonie 2011/2012, kiedy to zajął 4. miejsce w klasyfikacji generalnej, a w klasyfikacji jazdy po muldach zajął trzecie miejsce.

## Sukcesy

### Mistrzostwa Świata
| Miejsce | Dzień    | Rok  | Miejscowość | Konkurencja      | Zwycięzca          |
| ------- | -------- | ---- | ----------- | ---------------- | ------------------ |
| 4.      | 2 lutego | 2011 | Deer Valley | Jazda po muldach | Guilbaut Colas     |
| 9.      | 5 lutego | 2011 | Deer Valley | Muldy podwójne   | Alexandre Bilodeau |

### Puchar Świata

#### Miejsca w klasyfikacji generalnej
- 2009/2010 – 50.
- 2010/2011 – 14.
- 2011/2012 – 4.
- 2012/2013 – 67.
- 2013/2014 – 87.
- 2014/2015 –

#### Miejsca na podium
1. Lake Placid – 22 stycznia 2011 (Jazda po muldach) – 3. miejsce
2. Mariánské Lázně – 27 lutego 2011 (Muldy podwójne) – 3. miejsce
3. Mont Gabriel – 14 stycznia 2012 (Muldy podwójne) – 2. miejsce
4. Calgary – 28 stycznia 2012 (Jazda po muldach) – 2. miejsce
5. Naeba – 18 lutego 2012 (Jazda po muldach) – 2. miejsce
6. Åre – 10 marca 2012 (Muldy podwójne) – 2. miejsce
7. Ruka – 15 grudnia 2012 (Muldy podwójne) – 3. miejsce
8. Tazawako – 28 lutego 2015 (Jazda po muldach) – 2. miejsce